# Alvin Fortes
Alvin Mateus Fortes (* 25. Mai 1994 in Rotterdam) ist ein niederländischer Fußballspieler kapverdischer Abstammung.

## Karriere

### Verein
Fortes spielte im Jugendbereich für die niederländischen Vereine Sparta Rotterdam, UVS Leiden und Feyenoord Rotterdam sowie in der englischen Nike Academy. Anfang November 2013 unterschrieb er in Finnland einen Vertrag beim PS Kemi Kings in Kemi. Nach Vertragsende war er vom 1. Januar 2014 bis 30. Juni 2014 vertrags- und vereinslos. Von Juli 2014 bis Anfang 2016 spielte er in den Niederlanden für den RKC Waalwijk, die zweite Mannschaft von Vitesse Arnheim sowie den FC Oss. Im Januar 2016 ging er in die Türkei, wo er sich dem Erstligisten Boluspor anschloss. Für den Verein aus Bolu stand er fünfmal in der ersten Liga auf dem Spielfeld. Nach Vertragsende war er wieder von Ende Juli 2016 bis Ende Januar 2017 vertrags- und vereinslos. Im Februar 2017 ging er wieder in die Niederlande, wo er sich seinem ehemaligen Verein Vitesse Arnheim anschloss. Nach der Saison wechselte er im Juli 2017 nach Tschechien. Hier verpflichtete ihn der FC Zbrojovka Brünn. Mit dem Klub aus Brünn spielte er zwölfmal in der ersten Liga. Der georgische Verein FC Dila Gori aus Gori nahm ihn im Januar 2018 unter Vertrag. Für den Erstligisten spielte er bis Saisonende 15-mal in der Liga. Nach Saisonende war er bis Ende des Jahres wieder vertrags- und vereinslos. Das Jahr 2019 nahm ihn der FC Dila Gori wieder unter Vertrag. 34-mal stand er für den Klub in der ersten Liga auf dem Spielfeld. Qaisar Qysylorda, ein Verein aus Kasachstan, nahm ihn bis Anfang März 2021 unter Vertrag. Mit dem Verein aus Qysylorda spielte er 15-mal in der ersten Liga, der Premjer-Liga. Anschließend spielte er für den usbekischen Verein FK Olmaliq. Für den Klub aus Olmaliq kam er 18-mal in der ersten Liga zum Einsatz. Nach Vertragsende war er von Januar 2022 bis Juni 2022 vertrags und vereinslos. Am 24. Juni 2022 zog es ihn nach Thailand, wo er vom Erstligisten Ratchaburi FC unter Vertrag genommen wurde. In der Hinrunde stand er 15-mal für den Klub aus Ratchaburi auf dem Spielfeld. Zur Rückrunde wechselte er im Dezember 2022 auf Leihbasis zum Ligakonkurrenten Nongbua Pitchaya FC. Am Ende der Saison 2022/23 musste er mit Nongbua als Tabellenvorletzter den Weg in die Zweitklassigkeit antreten. Nach 13 Erstligaspielen kehrte er nach der Saison nach Ratchaburi zurück. Nach insgesamt 19 Ligaspielen, in denen er sieben Tore für Ratchaburi erzielte, wurde sein Vertrag Ende Oktober 2023 nicht verlängert. Im Februar 2024 ging er nach Malaysia, wo er einen Vertrag beim Erstligisten Selangor FC unterschrieb.

### Nationalmannschaft
Fortes kam am 1. Juni 2018 in einem Freundschaftsspiel gegen Algerien für die Kapverdische A-Nationalmannschaft zum Einsatz und wurde beim 3:2-Sieg in der 78. Minute für Ricardo Gomes eingewechselt.